# Kabała
Kabała

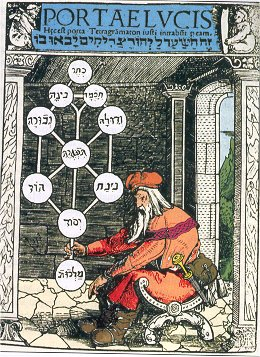
Drzewo Życia

Kabała (hebr. ‏קבלה‎ „otrzymywanie, przyjmowanie”) – duchowa mistyczno-filozoficzna szkoła judaizmu. Do jej podstawowych źródeł zaliczają się: Tora, Zohar, Ec Haim, Talmud dziesięciu sefirot, Sefer Jecira, Bahir, a także inne dzieła Ari (rabina Icchaka Luria Aszkenazi, znanego także pod imieniem Arizal) oraz Baal Sulama (Jehuda Leib Ha-Lewi Aszlaga).

## Definicja kabały według Baala Sulama
Mądrość ta wyraża przez siebie, ni mniej ni więcej, jak kolejność zejścia korzeni, uwarunkowanych połączeniem przyczyny i skutku, podporządkowanych stałym i absolutnym prawom, które połączone ze sobą i ukierunkowane na jeden wielki, lecz bardzo ukryty cel, który nazywany jest: „Otwarcie Boskości Stwórcy jego stworzeniom w tym świecie...”.

## Etymologia
Słowo „kabała” wywodzi się z języka hebrajskiego (קבלה). W dosłownym tłumaczeniu termin ten oznacza „przyjmowanie”. Interpretacje tego określenia odwołują się do przyjmowania nauk od wtajemniczonego nauczyciela lub mistrza albo przyjmowania boskiego światła.

## Kształtująca się opinia o kabale
Przyjmuje się, że kabała to mistyczno-filozoficzna nauka pochodzenia judaistycznego. Według Kabały świat materialny oraz światy duchowe zostały stworzone przez Stwórcę w celu sprawienia maksymalnej radości i zadowolenia stworzeniom. W kabale określa się to terminem „zamysł stworzenia”. Jednak cel nie może być osiągnięty bez udziału stworzeń (dusz ludzi), które inkarnują się w materialnym świecie, dopóki poprzez odmianę swojej natury nie staną się godne całej błogości, którą stwórca pragnie im dać zgodnie z „zamysłem stworzenia”. Dzięki nauce kabały człowiek poznaje, w jaki sposób został stworzony świat, jakie prawa rządzą nim i kim jest człowiek. Dowiaduje się też w jaki sposób powinien odmienić swoją naturę, aby stać się podobnym do Stwórcy (według powiedzianego „Stworzył człowieka na swoje podobieństwo”) i osiągnąć zjednoczenie z Nim. Stan ten w kabale nazywa się Końcowe Naprawienie „gmar tikun” (heb. גמר תיקון), a jego osiągnięcie jest celem studiów.
Mędrcy kabały określają, że w odróżnieniu od innych kierunków duchowych i religijnych, kabała jest nauką praktyczną. Człowiek studiujący kabałę powinien za pomocą swoich zmysłów realnie poznać wszelkie światy duchowe oraz prawa w nich obowiązujące. Kabała otwiera ukryte przesłanie Tory, którą rozpatruje jako wskazówki w jaki sposób osiągnąć Końcowe Naprawienie. Z punktu widzenia kabały przyczyną wszystkich problemów ludzkości jest niezgodność z prawami wszechświata.

## Historia

### Antyczne korzenie
Niektórzy religioznawcy ograniczają znaczenie słowa kabała wyłącznie do mistycznych systemów religijnych powstałych po XII wieku. Inni sądzą, że ten podział jest sztuczny. W ich ujęciu kabała średniowieczna jest tylko kolejną fazą rozwoju mistycyzmu żydowskiego. Według takiego podejścia początki kabały sięgają nawet I wieku p.n.e. Ortodoksyjni żydzi całkowicie zaprzeczają jakoby kabała kiedykolwiek była inna od współczesnej. Utrzymują, że jest to tradycja ustna, przekazywana od wieków i niezbędna do właściwego zrozumienia Tory.
Żydowska literatura apokaliptyczna z okresu drugiego i pierwszego wieku p.n.e. zawiera pewne elementy, pojawiające się później w Kabale. Józef Flawiusz twierdził, że pisma o takim charakterze studiowali Esseńczycy, ale pilnie ich strzegli przed publicznym ujawnieniem. Sądzi się, że poglądy filozoficzne wiązane z kabałą narodziły się dopiero podczas kontaktów Żydów z Grekami. Miały się one rozwijać pod wpływem filozofii neoplatońskiej i pitagorejskiej.
Dobre pojęcie o ówczesnej Kabale daje Księga Jubileuszów spisana w czasach arcykapłana Hyrkanusa (między 135 a 105 r. p.n.e.). Księga, będąca najprawdopodobniej próbą umocnienia kultury żydowskiej w obliczu narastających wpływów kultury greckiej, uświęca język hebrajski jako pierwotny język wszelkiego stworzenia i – po Potopie – wiedzy tajemnej, takiej jak pismo, astrologia i kosmogonia oparta na 22 literach alfabetu hebrajskiego.
W I wieku naszej ery rozwinęła się mistyka Merkawy, w sferze zainteresowań której pozostawały ekstatyczne kontemplacje boskiego tronu. Mistycy tego nurtu bazowali na biblijnych wizjach tronu czy też rydwanu Boga przekazanych przez Ezechiela.
W następnych wiekach po zniszczeniu Świątyni w Jerozolimie Żydzi zostali bez głównego ośrodka kultu religijnego. Jedyne, co im zostało to Tora jako niezmienne słowo Boże utrzymujące żydowską tożsamość kulturową. Aby uchronić kulturę Tora stała się niezmiennym i uświęconym kanonem, podobnie stało się wkrótce z alfabetem hebrajskim. W tej sytuacji mistycy poszukujący w tej świętej księdze prawd uniwersalnych, a nie tylko dotyczących ludu Izraela, zwrócili się ku próbom odczytania tajemnych znaczeń, jakie miała nieść ze sobą Tora.
Dzięki takiemu podejściu, mistycyzm żydowski zamiast skostnieć brał udział w fermencie filozoficznym początków naszej ery. Do kabały przeniknęły idee pitagorejskie, neoplatońskie i gnostyckie, skutkiem czego kabała zaczęła być oskarżana o odchodzenie od monoteizmu. Powstała między II a III w. n.e. Księga Stworzenia (Sefer Jecira), która wyznaczyła podwaliny nowożytnej kabały, opisuje m.in. stworzenie świata na sposób neoplatoński. Zamiast stworzenia ex nihilo postuluje ona istnienie Ain Sof – niepoznawalnego Absolutu, który emanuje z siebie pośrednie duchowe sfery (Sefiry), z których tworzy się materialne uniwersum. Bóg uznawany jest w niej nie za Stwórcę, a za pierwotną przyczynę Stworzenia – niektórzy kabaliści tego okresu uznawali istnienie archanioła Metatrona (odpowiednika gnostyckiego Demiurga) – bożego agenta stwarzającego świat i wikłającego się w materię (a więc skalanego nią). Jest charakterystyczne, że te obce na gruncie Judaizmu nurty zostały objaśnione przy pomocy uświęconych liter hebrajskich, z których uczyniono mistyczne ścieżki do oświecenia.
Warto wspomnieć, że Jecira wprowadziła ideę uniwersalnego Absolutu w miejsce Boga rozumianego jako władca Izraela.

### Nurty średniowieczne
Kabała we współczesnym rozumieniu pojawiła się dopiero w średniowieczu w diasporze żydowskiej. Sądzi się, że kabała przed X wiekiem przywędrowała do Europy przez Włochy. Potem rozprzestrzeniła się w Cesarstwie Rzymskim i południowej Francji. Kabała rozwijała się w dwóch, niezależnych nurtach: niemieckiego pietyzmu oraz kabały spekulatywnej.
Niemiecki pietyzm, którego doktrynę znajdujemy w Księdze Pobożnych (Sefer chasidim) rozwinął się między rokiem 1150 a 1250. Był reprezentowany przez Samuela Chasyda, jego syna Judę i krewniaka Eleazara z Wormacji. Nurt ten zalecał pobożnemu człowiekowi drogę pobożności, wyrażoną w spokoju umysłu, ascezie i altruizmie. Droga ta prowadzi do stanu, w którym miłość i strach przed Bogiem zlewają się, a pobożny człowiek otrzymuje magiczne moce stwórcze.
Z kolei kabała spekulatywna datowana na początek XIII wieku, kiedy Izaak Ślepy zaczął rozwijać obecną w Jecira teorię emanacji. Wprowadzając początki doktryny metempsychozy (Gilgul) oraz obecne znaczenie terminu Sefirot, jako poszczególnych aspektów Stworzenia, działał w duchu Księgi Jasności (Sefer ha-Bahir). Jego dzieło w drugiej połowie XIII wieku, kontynuował w Hiszpanii Abraham Abulafia, który rozwinął techniki kabalistycznej pracy z alfabetem hebrajskim (Temurę i Gematrię). Z ich pomocą osiągał stany ekstatyczne, pozwalające mu duchowo zjednoczyć się z coraz wyższymi Sefirami, a przez to zbliżać się do Boga. Jego uczeń, Józef ben Abraham Gikatilia rozszerzył i uporządkował nauki swego mistrza, wskazując na tajemne powinowactwa między poszczególnymi Sefirami.

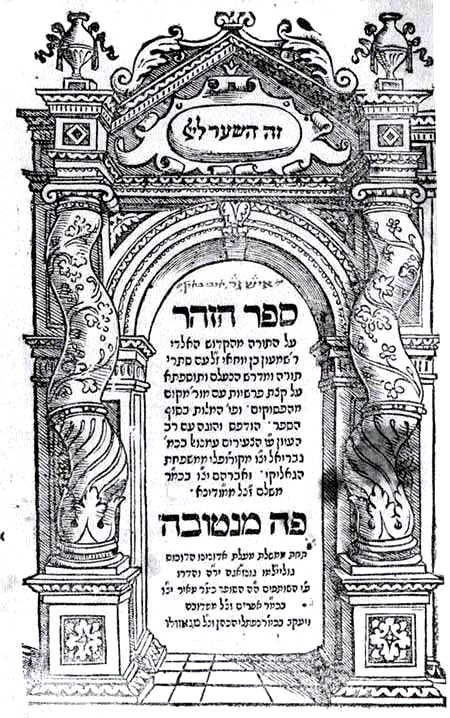
Strona tytułowa pierwszego wydania księgi Zohar, Mantua, 1558.

Najbardziej wpływowym dziełem tamtego okresu była Księga Blasku (Sefer ha-Zohar), opublikowana około 1290 roku przez hiszpańskiego rabina Mojżesza z Leonu. Zohar traktuje głównie o Ain Sof – Bogu nieskończonym i niepoznawalnym oraz o tym, że wszystko, co dzieje się w świecie materialnym, ma swoje odbicie w świecie duchowym i patronuje im któraś z Sefir. Zohar zajmuje się też duszą, grzechem i miejscem człowieka w Stworzeniu – wskazuje, że pobożny człowiek może dostąpić jedności z Bogiem jeszcze przed śmiercią, przechodząc najpierw przez każdą z Sefir.
Po wygnaniu Żydów z Hiszpanii w 1492, centrum myśli kabalistycznej przeniosło się do Safed w Palestynie, gdzie osiadł uciekinier z Hiszpanii, Mojżesz Kordowero (Mojżesz ben Jacob Cordovero). Napisał on około dziesięciu ksiąg kabalistycznych, z których najważniejszą był Ogród Granatów (Pardes Rimmonim), wydany po raz pierwszy w Krakowie w 1591 roku. Cordovero w odróżnieniu od dotychczasowych pism opartych na objawieniach, pisał dzieła, w których do opisu zagadnień kabalistycznych używał argumentacji rozumowej. Uważa się, że jego prace, scalając wczesne nurty z przekazem Zohar, systematyzują ówczesną wiedzę kabalistyczną. Dzięki temu Cordovero wykazał jedność nauk kabalistycznych i zapewnił solidną podstawę dla dalszego rozwoju mistyki żydowskiej.

### Kabała luriańska
Następnym rozdziałem w historii kabały była tzw. kabała luriańska, od nazwiska jej twórcy, mistyka Izaaka Lurii, ucznia Cordovero. Luria rozwinął przede wszystkim wątek kreacji oraz odkupienia całości Stworzenia. Choć pojęcie cimcum (koncentracji czy też wycofania się Boga jako warunku koniecznego do zaistnienia materialnego Wszechświata wewnątrz nieskończonego Ain Sof) pojawiało się już wcześniej (choćby u jego mistrza), Luria opisał je w sposób najpełniejszy.
Luria rozwinął też wątek kreacji o ideę rozbicia naczyń, która wyjaśniała, dlaczego świat nie jest idealny. Pęknięcie Sefir pod wpływem Boskiego światła, było grzechem pierworodnym, fundamentalną przyczyną pomieszania dobra i zła w każdym człowieku oraz przyczyną występowania pokus. Luria postulował też Tikkun – Wielkie Dzieło zbawiania świata przez ludzkość, moralnej odnowy, która ma doprowadzić do usunięcia pierwotnej wady Wszechświata. W jego wersji Stworzenia dodatkowy agent dokonujący kreacji (w rodzaju gnostyckiego Metatrona-Demiurga) był zbędny, dzięki czemu kabała przestała być oskarżana o dualizm i zaczęła znowu być akceptowana przez główny nurt Judaizmu.

### Chasydyzm
W XIX stuleciu Lazar Gulkowitsch sformułował podejście według którego kabała nie ma nic wspólnego z religią. W tym ujęciu jest to mistyczny światopogląd na naturę wszechświata.

## Doktryna kabalistyczna
Doktryna kabały opiera się na objawieniach, których doświadczyli prorocy w dalekiej przeszłości. Kabaliści uważają, że tylko dzięki znajomości tajemnej wiedzy można odszyfrować te prastare zapiski. Tym sposobem można poznać ukrytą naturę Stwórcy i przewidzieć jego przyszłe czyny. W interpretacji świętych tekstów ważną pomocą ma być poszukiwanie przyczyn oraz zrozumienie przykazań Boga oraz wewnętrznego sensu wydarzeń opisanych w Torze. Rdzeniem kabały jest system filozoficzny zakładający stworzenie wszechświata przy pomocy Sefir oddzielających go od boskiego ideału. Doktryna ta opisuje zasady dokonywania aktu stworzenia i stanowi podstawę do określania roli człowieka w zbawianiu świata.
Warto zaznaczyć, że w judaizmie nie istnieją doktryny.

### Praktyki kabalistyczne
Szereg odmian kabały przypisywało ukryte znaczenia każdej literze lub słowu świętego tekstu.
Celem studiowania kabały staje się zrozumienie przez indywiduum w swoim odczuciu i świadomości, że otaczająca rzeczywistość jest jednością i jest ze sobą połączona w każdym aspekcie. Jak wskazuje sam wyraz hebrajski „kabbalah” (קבלה) studiowanie w Kabale jest otrzymywaniem od Stwórcy Jego Światłości, w tzw. „indywidualnym sterowaniu”, we wnętrzu człowieka pragnącego doznawać nadprzyrodzonego kontaktu ze swoim Stwórcą. Przekazywanie doświadczeń na kabalistycznej drodze poznawania Boga prowadzone jest według metodyki Mędrców Izraela, przystosowanej do właściwości każdego pokolenia: za pomocą ksiąg, w grupie studiujących, pod kierunkiem nauczyciela. Nauka kabały prowadzi do głębszego zrozumienia praw życia i świata, co pozwala człowiekowi, narodom i ludzkości poprawnie orientować się w życiu, a przede wszystkim jest relacją z Elohim (Bogiem) i El Shaddaj (Wszech-Stwórcą), Bogiem Abrahama dającego w przymierzu z nim miejsce na istnienie w Jego świecie wszystkim ludziom bez względu na kolor skóry i narodowość.

### Studiowanie kabały w ortodoksyjnym judaizmie
Zgodnie z Talmudem, w Torze istnieją cztery poziomy rozumienia, nazywane: „PaRDeS” (w przekładzie – Sad), ale w rzeczywistości to skróty od:
- „Pszat” – rozumienie proste, bezpośrednie,
- „Remez” – aluzja,
- „Drasz” – interpretacja,
- „Sod” – tajemnica.

Judaizm rozpatruje kabałę jako czwarty, najgłębszy poziom rozumienia Tory. Według tego studiować kabałę może tylko ten, kto pojął wszystkie poprzednie poziomy: poznał Torę Pisaną i Ustną (Talmud). Dla tego kto jeszcze nie osiągnął tego poziomu, przeznaczone jest stopniowe zaznajomienie z podstawami kabały, pod warunkiem, że ono towarzyszy przestrzeganiu innych dziedzin żydowskiego Prawa. Studiowanie kabały prawidłowo odbywa się w religijnych centrach: jesziwach i bejt midraszach.

### Rozbieżności wśród współczesnych prądów kabały
- Według opinii zwolenników podejścia ortodoksyjnego judaizmu człowiek niebogobojny, nie posiadający wystarczającego poziomu wiedzy o judaizmie i nieżyjący zgodnie z żydowskimi prawami, może otrzymać tylko ogólne przedstawienie idei kabały, ale jego wiedza o niej nigdy nie będzie dogłębna. Są utwierdzeni w przekonaniu, że wszyscy kabaliści minionych wieków traktowali kabałę jako nieodłączną część tradycji żydowskiej. Nie pochwalają rozszerzania ogólnej wiedzy o kabale i są przeciwni temu, żeby ta popularyzacja zastępowała sobą rzeczywistą, według ich opinii, kabałę. Z ich punktu widzenia problem powstaje kiedy te popularne przedstawienia zaczynają zniekształcać kabałę. Na przykład odrywając ją od judaizmu, innych poziomów poznania Tory albo od zachowania przykazań. Według nich takie zniekształcenia wymagają naprawy.
- Zwolennicy masowego propagowania kabały uważają, że wpływa to pozytywnie na rozwój duchowy każdego indywiduum w szczególności i ogólnie na ludzkość. Twierdzą, że większość wpływowych kabalistów minionych wieków była zwolennikami rozpowszechnienia nauki kabały i wartość duchowej pracy naszego pokolenia zależy od rozszerzania masowego procesu samodoskonalenia się za pośrednictwem tej nauki. Liderzy ruchów rozszerzających kabałę Michael Laitman i F. Berg byli uczniami cieszących się wielkim autorytetem kabalistów (B. Aszlaga i Jehudy Brandwajna) i uważają, że na podstawie nauki Jehudy Aszlaga stworzyli przystępne dla prostego człowieka głębokie systemy nauczania kabały. Uważają także, że próby zwolenników ortodoksyjnej kabały, aby zmonopolizować „prawidłowe” ich zdaniem podejście do kabały, jest absolutnie nie do przyjęcia.

## Podstawowe pojęcia w kabale
Nauka kabały zawiera wiele terminów i pojęć, z których największa część znajduje się w Księdze Zohar (ספר הזוהר – „Księga Blasku”) i w Sefer Jecira (ספר היצירה – „Księga Stworzenia”). Inne pojawiły się później.

### Ein Sof
Wszystkie kabalistyczne systemy wynikają z fundamentalnej właściwości, dotykającej problemu Bóstwa. Rozmyślając abstrakcyjnie, można myśleć o Stwórcy jak o Samym Stwórcy, powołując się na Jego własną naturę, albo o Stwórcy w stosunku do Jego stworzenia. Jednak, wszyscy kabaliści zgadzają się w tym, że żadne religijne poznanie Stwórcy nie jest osiągalne inaczej niż tylko za pomocą rozumowania o stosunku Stwórcy do stworzenia. Sam Stwórca – absolutna Istota – znajduje się poza granicami jakiegokolwiek zrozumienia. Aby wyrazić ten niepoznawalny aspekt Stwórcy, kabaliści Prowansji i Hiszpanii wprowadzili pojęcie Ejn Sof (אין סוף – „Nieskończony”). Tego wyrażenia nie da się prześledzić w przekładach łacińskich albo arabskich filozoficznych terminów. Pojawia się ono w kontekście rozpatrującym nieskończoność Stwórcy albo Jego myśli, która „rozciąga się bez końca” (Le Ein Sof albo Ad Le Ein Sof).

### Cimcum
Wyjaśnienie tego pojęcia można znaleźć w dziełach Izaaka Lurii (1534–1572), znanego także jako Ari. „Ec Haim” („Drzewo Życia”) opisuje ten proces następująco:
„Wiedz, że do początku stworzenia było wyłącznie Wyższe Światło wszystko sobą wypełniające. I nie było wolnej, niezapełnionej przestrzeni – wyłącznie równe, nieskończone światło zalewało wszystko sobą. I kiedy postanowił On stworzyć światy i stworzenia je zasiedlające, Tym otwierając doskonałość Swą, Co stało się przyczyną powstania światów, Skrócił siebie On do centralnego punktu – I skurczyło się światło i oddaliło, Pozostawiając pustą, niczym nie wypełnioną przestrzeń. I równomiernym było skurczenie światła wokół centralnego punktu tak, że miejsce puste formę okręgu stworzyło. Ponieważ takim było skrócenie światła. I po skurczeniu tej, w centrum wypełnionej światłem przestrzeni, Wynikła okrągła pustka, wyłącznie wtedy objawiło się miejsce, gdzie mogą stworzenia i twory istnieć. I przeciągnął się z Nieskończonego, światła promień prosty, z góry do dołu opuścił się wewnątrz przestrzeni pustej tej. Przeciągnęło się, opuszczając się po promieniu, nieskończone światło w dół, i w przestrzeni pustej tej stworzyło wszystkie całkowicie światy. Przed tymi światami był Nieskończony, w doskonałości tak pięknej swojej, że nie ma sił u stworzonych poznać doskonałości Jego – przecież nie może stworzony rozum sięgnąć Go. Przecież nie ma u Niego miejsca, granicy i czasu. I promieniem opuściło się światło do światów, w czarnej przestrzeni pustej znajdujących się wszystkich. I krąg każdy od każdego świata i bliskie do światła – ważne, aż nie znajdujemy świat materii nasz w kropce centralnej, wewnątrz wszystkich okręgów w centrum lśniącej pustki. I tak oddalony od Nieskończonego – najdalej ze wszystkich światów, i dlatego materialnie tak niski – gdyż wewnątrz okręgów wszystkich znajduje się on – w samym centrum lśniącej pustki...”
Najwyższy „skrócił” Swoje Światło, aby powstała pustka w której dokonało się dzieło stworzenia. Aby Jego siła tworzenia przeniknęła tam, On opuścił „nić” Swojego Światła. W błago tej „nici” dokonało się dzieło stworzenia.
Zgodnie z nauką Ari w ślad za cimcum przebiegł proces Boskiej emanacji: Bóg napełnił pojemniki Boskim Światłem, tym samym umieszczając Światło w Swoim centrum pustki. Jednak ten proces nie udał się. Pojemniki rozbiły się, przez co większa część Światła wróciła do Stwórcy. Niektóre iskry Światła pozostały w odłamkach pojemników. W ten sposób Stwórca przebywa „na wygnaniu od Samego Siebie”.
Ha’acala (hebr. ‏האצלה‎) – natchnienie, emanacja. Kabała otrzymała to pojęcie z greckiej filozofii. Kabaliści widzą świat duchowy jak rząd stopni, „warstw”, poprzez które przechodzi „światło” (duchowość) od Najwyższego. Im niżej znajduje się stopień, tym mniej natchnienia od duchowego „światła” otrzymuje dusza, ponieważ „światło” trudniej przechodzi przez warstwy.

### Stworzenie światów
Stwórcę i duszę na początku jej duchowej drogi oddzielają cztery duchowe światy:
- Olam Acilut (עולם האצילות) – świat błogosławieństwa. Acilut – (od słowa „ecel” – „w bliskości”). Najwyższy z Czterech Światów kabały, odnoszący się tylko do najczystszego Ducha Stwórcy, system zarządzania poprzez wszystkie rozmieszczone niżej światy aż do naszego świata. Znany także jako „Świat Emanacji”. W zachodnim kierunku kabały każda z 10 sefirot kojarzona jest z Imieniem Stwórcy.
- Olam HaBria (עולם הבריאה) – świat tworzenia
- Olam HaJecira (עולם היצירה) – świat aniołów
- Olam HaAsia (עולם העשיה) – świat działania

Każdy z tych światów jest podzielony na części nazywane sefirot.

### Sefirot
sefirot (ספירות) – w pojedynczym znaczeniu „sefira” (ספירה), po raz pierwszy ten termin był użyty w Księdze „Sefer Jecira”. Każdy z duchowych światów, jak uważają kabaliści, podzielony jest na 10 stopni, które nazywane są „sefirot”. Pochodzenie słowa „sefira” nie jest do końca jasne: niektórzy uważają, że pochodzi od słowa szafir (ספיר saphir – drogocenny kamień) – inni że pochodzi od korzenia C-f-r (ספר – księga). Jeszcze inni uważają, że pochodzi – od słowa „sfera”, albo od cyfra (סיפרה).

### Dusza
Kabała mówi, że Źródłem duszy jest Najwyższy. Dusza jest nieśmiertelna i odradza się w nowych ciałach do tej pory, dopóki nie przejdzie przez wszystkie duchowe stopnie do samego Źródła „światła”, Najwyższego.

### Tora
Księga Zohar utwierdza w tym, że Tora była stworzona dla świata i jest instrukcją jego tworzenia. Wychodząc z tego, kabała mówi, że Księga Tory zawiera wszystkie informacje o naszym świecie. Niektórzy kabaliści szukają w niej „ukrytych kodów”, które mają im pomóc w odkryciu budowy świata. kabalista Ramban mówił, że cała Tora jest zbudowana z Imion Pana i ona sama jest Jego Imieniem.

## Źródła kabały
Fundament średniowiecznej kabały powstał w Babilonie i Bizancjum w VII-VIII w., kiedy pojawiło się z wiele midraszy wyrażonych przez kabalistyczne tendencje. Przedmiotem badań niektórych z nich (na przykład, „Alef Bet rabi Akiwy” i „Midrasz ha-Kogen”) były tajemnice stworzenia i struktury wszechświata. Inne dzieła tego okresu opisują niebiosa, które stanowią siedem niebieskich pałaców („ejhalot”) i święty rydwan („merkaba”). Te wczesne aluzje do mistycznej kosmologii i teozofii ożyły w IX w. we Włoszech i Niemczech, a potem i w Hiszpanii, która w XIII w. stała się centrum Kabały.

### Sefer Jecira
Najstarszym źródłem kabały jest Księga „Sefer Jecira” (heb. ספר היצירה „Księga Stworzenia”). Według kabalistów autorem tej Księgi był praojciec Abraham. Według innej wersji Księga została napisana zgodnie z ideami praojca Abrahama, w II wieku n.e. przez rabina Akiwę. Kabaliści uważają Abrahama za pierwszego w historii ludzkości, który poznał jedność wszystkich indywiduów i procesów, dzięki duchowej metodyce kabały. Według opinii kabalistów Abraham był pierwszym człowiekiem potrafiącym zmienić swój los. Abraham nie mógł mieć dzieci z żoną Sarą. Jednakże dzięki jego ogromnej trosce o bliźnich, stał się cud i urodził się Isaak.

### Sefer ha-Bahir
Ze wszystkich kabalistycznych tekstów Księga „Bahir” jest jednym z najstarszych i najważniejszych. Do publikacji „Zohar” „Bahir” był najbardziej wpływowym i cytowanym pierwotnym źródłem kabały. „Bahir” cytowano we wszystkich najważniejszych księgach kabały, a najwcześniej – w komentarzu Raawada do Księgi „Sefer Jecira”. Do „Bahir” stale zwracał się w swoim komentarzu do Tory rabi Mosze ben Nachman (Ramban). Oprócz tego „Bahir” wielokrotnie cytuje się w Księdze „Zohar”. Nazwa „Bahir” jest umieszczona w pierwszym biblijnym wierszu, w tekście: „...teraz nie widać jaskrawego światła (Bahir) w obłokach...” (Hiob, 37:21). Ta Księga nazywana jest szczególnie przez Ramban – „Midrasz rabbi Nehuna ben ha-Kana”. Być może, przyczyna tego tkwi w tym, że większość kabalistów przypisuje „Bahir” jemu i jego szkole. Właśnie dlatego istnieje przekaz, że „Bahir” został napisany amoraim – przez ostatnich mędrców Talmudu. Choć „Bahir” jest całkiem niedużą księgą (w sumie koło 12 000 słów), bardzo wysoko cenili ją ci, którzy badali tajemnice kabały.
Piętnastowieczny kabalista rabin Judasz Hajit pisał: „uczyń tę księgę koroną na swojej głowie”. Duża część tekstu jest bardzo trudna, dlatego głowa kabalistycznej szkoły, rabi Mosze Cordowero (1522–1570) mówił: „Słowa tego tekstu – lśniące (Bahir) i rozbłyskujące, ale ich blask może oślepić oczy”. Po raz pierwszy „Bahir” został wydany około 1176 r. w prowansalskiej szkole kabbalistów i był w obiegu jako rękopis w ograniczonym kręgu adeptów. Pierwsze wydanie drukiem pojawiło się w Amsterdamie w 1651 r., późniejsze w Berlinie (1706), Koriece (1784), Szkłowie (1784) i Wilnie (1883). Wydaniem najlepszym z wszystkich stało się opublikowane w Jerozolimie (1951) przez rabi Rieuwiena Margoliusa razem z jego komentarzem „Or ha-Bahir” („Światło Bahira”). W „Bahirze” umacnia się pogląd, że zgłębienie tajemnic Maase merkawa jest tak samo dopuszczalne, jak i modlitwa (§ 68). Niemniej uprzedza się, że możliwe jest w tym przypadku popełnienie błędu (§ 150). W „Bahirze” jest zawarta nauka o dziesięciu sefirot, których imiona (z wyjątkiem trzech z nich) pojawiają się w tekście. Szczególnie interesujące jest ich odniesienie do wszechświata, dni tygodnia i człowieka (na przykład do obrzezania). Rozpatrywane jest pojęcie gilgul (przeistoczenie). Jest ono wykorzystywane dla wyjaśniania problemu rzekomej niesprawiedliwości. Na przykład tego, dlaczego nawet niewinne niemowlęta cierpią i rodzą się kalekie. Nauka o gilgulim dalej rozwijała się w „Zoharze” i jeszcze została pogłębiona – w „Sefer Gilgulim” i innych pismach szkoły Ari. Inne tematy „Bahira” dotykają interpretacji liter żydowskiego alfabetu, z których wspomina się piętnaście. Omawiane są – zazwyczaj w kontekście sefirot takie pojęcia, jak tiefilin, cycut, lulaw i etrog, a także pojęcia, będące obecne w „Sefer Jecirah”. Na przykład trzydzieści dwie Drogi Mądrości (§ 63), dwanaście diagonalnych granic (§ 95), a także temat „Oś, Sfera i Serce” (§ 106). Generalnie liczby grają w księdze „Bahir” nader znaczącą rolę. Są wprowadzane dwa niezwykłe pojęcia, związane z aniołami albo anielskimi siłami. Jedno z nich – Cura, które dosłownie oznacza „forma”, inne – Koma, które można przetłumaczyć jako „struktura”, „ciało” (§§ 8, 166). Kolejne terminy, zastosowane do aniołów – Zarządcy (Manchigim) i Pracownicy (Pkidim). Najważniejsze objawienie „Bahir” – różne Imiona Najwyższego (§ 112). Mówi o Imieniu składającym się z dwunastu liter (§§ 107, 111), które wspomina się w Talmudzie oraz o siedemdziesięciu dwóch kombinacjach Imienia, jako pochodnych (§§ 94, 107, 110). To Imię wspominane jest we wczesnych talmudycznych źródłach. W „Bahirze” także zawarta jest w zarysie nauka o Cimcum, tj. o skróceniu Boskiego Światła. Rabi Berahia mówi, że Światło już istniało, ale u Króla nie było dla niego miejsca. Tylko po tym, jak zostało przygotowane to „miejsce”, Światło mogło otworzyć się. Szczegółową naukę o Cimcum opracował później Izaak Luria (1534–1572). Cimcum – jedna z najgłówniejszych zasad kabały, stała się dla wielu naukowców źródłem zamieszania (A. Kapłan).

### Księga Zohar
Najsłynniejszą kabalistyczną księgą staje się księga „Zohar” (heb. זוהר „Blask”), napisana według tradycji w II–III wieku n.e. przez Szymona bar Johaja i opublikowana w XIII wieku przez rabbi Mosze de-Leon. Według podania Szymon bar Johaj ze swoim synem Elazarem przez 13 lat studiowali tajemnice kabały w jaskini. Później, Szymon bar Johaj uczył kabały swoich uczniów i napisał Księgę Zohar. Kabaliści uważają Zohar za rdzeń kabalistycznej myśli i uznają jej ogromną duchową siłę. Wielu z nich poleca posiadać ją w każdym domu. Czytanie Zoharu na głos, bez zwracania uwagi na jego treść, po prostu dla „pożytku duszy” (kabaliści uważają, że czytanie Zoharu ma pozytywny wpływ na podświadomym poziomie), szczególnie wśród sefardów stało się rozpowszechnionym zwyczajem. W XVI wieku Zohar został po raz pierwszy wydrukowany we Włoszech. Cieszył się takim autorytetem, że każdy naukowiec pragnął go nabyć. Czytelnikami Księgi byli także chrześcijanie, którzy interesowali się żydowskim mistycyzmem i możliwościami jego chrześcijańskiej interpretacji.

### NaukaAri
Duży wkład w rozwój kabały w XVI wieku wniósł Ari, który stworzył nowy system studiowania kabały i który wykładał ją grupie swoich uczniów. Jeden z nich, Chaim Wital (przy pomocy swojego syna Szmuela Witala) przedstawił naukę Ari w traktacie Pisma Ari (heb. כתבי ארי), który stał się drugą co do ważności, po Księdze Zohar, księgą kabały. Księga „Drzewo Życia” („Ec Haim”) staje się jedną z najważniejszych części „Pism Ari”.
Kabała Ari (kabała luriańska) stała się kanwą zarówno dla sefardyjskiej kabały z XVI wieku, jak i dla chasydzkiej kabały, która pojawiła się w XVIII wieku. Praktycznie wszyscy współcześni kabaliści są ukierunkowani na studiowanie kabały luriańskiej. Luria opracował pojęcia „cimcum” (skrócenie albo siła sprzeciwienia), „szwirat kelim” (rozbicie pojemników), „gilgulim” (przesilenie duszy) (Pisma Ari, Księga „Szaar haGilgulim”), „ibur” (połączenie dusz), „tikkun” (naprawa), techniki kabalistycznej medytacji „jihudim”, „kawanot”, „cadikach” (sprawiedliwych) itp.
W jego nauce położony jest akcent na kluczową rolę człowieka w naprawianiu świata, w związku z koncepcjami wygnania, odkupienia i wędrówki dusz. U podstaw luriańskiej kabały leżą cztery idee: Ejn Sof ścisnął się aby utworzyć miejsce dla stworzenia; boskie naczynia (sefirot), utrzymujące boską energię, niezbędną dla tego, żeby świat był pełnią, upadek („rozbicie naczyń”); po rozbiciu naczyń, kiedy duża część Światła już weszła w nowe naczynia – sefirot, część iskier Boskiego Światła znalazła się w niewoli u samodzielnych sił zła, nazywanych skorupami – klipot, albo odwrotną stroną („sitra achra”); zadanie ludzkości polega na tym, żeby dokonać tikkun – przywrócić boskie iskry Bóstwu – dla którego niezbędnym jest zaprowadzić w świecie boski porządek i królestwo prawa. Kabała Luria – to własna interpretacja Zoharu, mądrość którego pojmował w samotności nad brzegami Nilu. Wśród Żydów rozpowszechniły się legendy o nadprzyrodzonej mądrości Luri i jego uczniów. W tych opowieściach Luria przedstawiany jest jako wielki prorok...

### Kabała we wspólnotach sefardyjskich
Salomon Ibn Gwirol (Awicebron) (XI w.) wywarł istotny wpływ na rozwój kabały swoimi alegorycznymi interpretacjami Tanachu, które Awraam ibn Ezra uznał za nadzwyczaj głębokie. Istnieją świadectwa mówiące, że kabaliści z Werony znali jego prace i testowali ich wpływ. Josef Dan postawił nacisk na istnienie wzajemnego związku między filozofią Ibn Gwirola i Sefer Jecira a literaturą Ejchalot. Wiele wierszy Ibn Gwirola ma wyraźnie kabalistyczny charakter, na przykład wiersz „Agawa”. W poemacie „Keter malchut” Ibn Gwirol przedstawił Drzewo sefirot jako materialną projekcję z planetami i gwiezdnymi sferami, symbolizującymi poszczególne sefiry. Boska Wola, kluczowa w jego metafizyce, może pochodzić z najwyższej sefiry, Keter (Korony). Icchak Ibn Latif (13 w.), filozof i kabalista z Toledo, twierdził, że nauka Ibn Gwirola dotyczy „tajemnic”, których nie godzi się odkrywać prostym ludziom.
W średniowieczu kabała była nauczana w trzech szkołach: Icchaka Ślepego (Szkoła Werońska), Jehudy Hasida (ok. 1150–1217) i Awraama Abulafii (1240–1291). W XIII wieku w Werońskiej Szkole (Icchak Ślepy, Ariel z Werony, Nachmanid (Ramban)) sformułowali wiele podstawowych pojęć kabalistycznych. Księga Zohar również stała się znana już w XIII wieku.
Rabbi Mosze Ben Nachman (Nachmanid lub Ramban) (1194–1270) – kabalista, talmudysta i filozof, głowa hiszpańskich Żydów Gerony. Obudził zainteresowanie ku mistyczno-egzegenistycznym badaniom Talmudu i Tanachu, licząc, że ich głęboki sens może być osiągalny poprzez oświeconą wiarę („emuna we bitachon”) i metody kabały. Nachmanid doceniał rolę rozumu w mistycznym poznaniu, jednak krytykował filozofię za nadmierny racjonalizm. Neoplatoniczne elementy kabalistycznego mistycyzmu Nachmanida są widoczne w jego opisie sefirot, w ich stosunku do ukrytego transcendentalnego Ejn sof. Według jego opinii, Tora staje się wszechobejmującym źródłem wiedzy, a przedstawione w niej treści stanowią również wskazówki na przyszłość. Na przykład opis stworzenia świata utrzymuje pośrednie wskazówki na najważniejsze wydarzenia sześciu tysięcy lat istnienia świata, a sobota symbolizuje siódme tysiąclecie, dzień Pański. Na podstawie swojej metafizyki Nachmanid sformułował mistyczną historiozofię i w ten sposób stał się prekursorem pewnych historiozoficznych nauk XVIII i XIX wieku. Ramban był pierwszym rabinem, który oświadczył, że przeniesienie się do świętej ziemi Izraela staje się biblijnym przykazaniem dla wszystkich Żydów. „Bogactwo świata – ziemia Izraela, bogactwo ziemi Izraela – Jeruszalaim, bogactwo Jeruszalaim – święta Świątynia, bogactwo Świątyni – a jej przepych – miejsce kruwim, gdzie przebywa Szechina”. Oryginalna antropologia Nachmanida i jego nauka o nagrodzie i karze, wskrzeszeniu martwych. Oprócz zwierzęcej duszy, otrzymanej od „Wyższych sił” i właściwej wszystkim żywym stworzeniom, człowiek posiada specjalną duszę. Ta specjalna dusza – prosta emanacja Stwórcy, istniała do stworzenia świata. Za pośrednictwem człowieka ona wchodzi w materialne życie; i przy unicestwieniu jego ciała, ona albo powraca do swojego początkowego źródła, albo wchodzi w ciało innego człowieka. To przedstawienie, zgodnie z Nachmanidem, staje się osnową braku. Zmartwychwstanie, o którym mówią prorocy i które będzie mieć miejsce po tym, jak przyjdzie Mashiah, zdaniem Nachmanida, odnosi się do ciała. Ciało fizyczne człowieka poprzez wpływ duszy może przekształcić siebie w tak czystą istotę, że ono stanie się wieczne.
Awraam Abulafia – przedstawiciel ekstatycznej kabały, znawca Tanachu, Talmudu, filozofii i medycyny. To także mistrz kabalistycznej medytacji – „hochma ha-ceruf”, która zbudowana jest na tym, że Boski język (język hebrajski) oddaje istotę rzeczywistości. Nie zajmował się zagadnieniami istoty samego Boga, lecz praktycznymi sposobami odzyskania odczucia Jego bliskości. Abulafia uważał, że aby znaleźć Boga niezbędnym jest „odpieczętować duszę, rozplątać krępujące ją węzły”. To jest możliwe przez przyjęcie „hochma ha-ceruf”, które uwalniają kabalistę „z zamknięcia w sferach przyrody i prowadzą go ku granicom sfery Boskiej”. Kabalista dowolnie często może „widzieć” i „słyszeć” duszę swojego opiekuna duchowego, który staje się dla niego „magnesem od wewnątrz, otwierającym szeroko zamknięte drzwi jego duszy”. Według opinii badacza G.Szolema, Abulafia poczuł się Mashiachem, wezwanym do nawrócenia Zachodniego świata (razem z papieżem) na judaizm. Udał się do Rzymu, by spotkać się z papieżem (w czasie pontyfikatu Mikołaja III) i prowadzić z nim pertraktacje „od imienia judaizmu”. Abulafia krytykował chrześcijaństwo. W „Sefer ha-heszek” pisał: „Jeżeli ci ktoś powie, że Bóstwo trójjedyne, odpowiadaj: „Kłamstwo i oszustwo”. Gdyż hebrajskie słowo oznaczające trzy, ma tę samą liczbową wielkość, co i „kłamstwo i oszustwo”.”
Icchak z Akko (1250–1350) jeden z wiodących kabalistów swoich czasów. Był uczniem i przyjacielem Rambana. Stworzył krąg kabalistów praktykujących medytację kabalistyczną. W swojej książce „Ocar Haim” („Skarby życia”) próbował dowieść, że kabalistyczna medytacja jest najkrótszą i najwierniejszą drogą do osiągnięcia bliskości z Bogiem. Uważał, że celem kabbalisty jest osiągnąć Ejn Sof, nie zatrzymując się na „niższych” stopniach. Dlatego wymagał od uczniów odosobnienia. Stosując te same techniki medytacji co Abulafia, uzupełnił je, stawiając akcent na idee „grzechu” i „cierpienia”. Polecał uczniom oddawać w medytacji historię męczeństwa rabbi Akity i jego przyjaciół, aby przez pamięć o jego cierpieniach powstrzymywać się ze zmysłowych zadowoleń. Ale miłość mężczyzny do kobiety uważał za podstawowy warunek dla miłości do Boga. Pisał: „...ten, kto ani razu nie pragnął kobiety, podobny do osła. Istota w tym, że poprzez to uczucie on uczy się służyć Bogu”.
Rabbi Szlomo Alkabec (Salomon ha-Lewi Alkabec) (1505–1584), szwagier i nauczyciel kabały Mosze Cordowero („Ramak”), był głową kabbalistów Safedu aż do śmierci świętego Ari. Zasłynął jako autor mistycznego hymnu Lexa Dodi na cześć Szabatu. Hymn jest oparty na kabalistycznej nauce o podnoszeniu sefiry Malchut (która przedstawia Szhinę i żydowską duszę) w czas Szabatu.  Wyraża smutek Szehiny i żydowskiej duszy, pragnących odkupienia. Hymn stał się na tyle popularnym, że był włączany do liturgii Szabat każdej wspólnoty żydowskiej.
Mosze Ben Jakow Cordowero (1522–1570) z Safedu (Cfat) – nauczyciel Izaaka Lurii. Już w młodości Cordowero był uznany za jednego z największych znawców kabały. Mimo że wśród współczesnych sobie Cordowero był darzony najwyższym szacunkiem,  jego sławę szybko przyćmił jego najbliższy uczeń, Izaak Luria. Cordowero wywarł ogromny wpływ na rozwój kabalistycznej literatury etycznego ukierunkowania. Przede wszystkim, dzięki swojemu traktatowi „Tomer Dworu” (Palma Dworu), gdzie próbował uczynić naukę o sefirot, etyczną podstawą myśli i działania. Cordowero uważał, że zanim ktokolwiek zabierze się do studiowania kabały, najpierw powinien przestudiować Tanah, Misznę i Gemarę. W swoich pracach „Elima Rabbati” i „Szur Koma” uznaje ważność filozofii, ale stara się ukazać jej niemoc w rozwiązaniu problemu łączącego ogniwa między Ein Sof i światem. Podkreślając wagę logicznej analizy, mówi, że dokonaną wiedzę można ujrzeć tylko oczami duszy, patrzącej we wnętrze (ha-rija ha-pnimit). Najdoskonalsze jego dzieło to „Pardes rimonim” („Ogród Granatów”) – skarbnica kabalistycznej mądrości (ukończone w 1549 r.). W nim Ein Sof pojawia się jako myśl żywiąca cały wszechświat. „Do tej pory, póki wszystko, co istnieje, jest zawarte w Jego bycie, On obejmuje wszystko istniejące. Substancja Jego jest obecna w Jego sefirot, i Sam On – we wszystkim, i nic – poza Nim”. Światło Ein Sof przepływając przez sefirot, podobnie jak potok czystej wody, przybiera różnorodne kolory i formy świata materialnego. „On nie zmienia kolorów w ogóle, [nie przechylając się] ani do sądu ani do miłosierdzia, ani w prawo ani w lewo. Jednak przy przechodzeniu [Jego] promieni przez [sefirot] – kolorowe szkło, – górę bierze to sąd, to miłosierdzie”. (Moses Cordovero, Pardes Rimonim). Ale utożsamianie sefirot i Ein Sof nie można. Cordowero krytykował kabalistów, którzy nie przeprowadzali wyraźnego rozgraniczenia między sefirot (Boskimi atrybutami) i Boską Istotą. W „Pardes rimonim” (wrota 4) Cordowero podtrzymuje rabbi Menachema Rekanati jako zwolennika surowo instrumentalnej interpretacji sefirot („jako narzędzi artysty”). „Sefer Magien Dowid” uważa za źródło ontologicznego określenia sefirot w charakterze Boskiej istoty. „Pardes rimonim” daje systematyczne pojęcie o kabalistycznej teologii, stając się wielkim autorytetem wśród znawców kabały na całym świecie. On nie tylko jest wyśmienicie rozplanowany, ale również daje wiele wartościowych odpowiedzi na pytania z kabalistycznych książek (Zohar i inne). Dzieła Cordowero przez dziesięciolecia po zakończeniu „Pardes rimonim”, „Sefer Elima rabbati” stanowiły najlepiej opracowany system kabalistycznej teologii. Pomimo tego książki miały ograniczony wpływ i uznanie. Książka „Or ne-eraw” („Przyjemne światło”) – to krótkie wprowadzenie do kabalistycznych nauk. Jej lakoniczne sformułowania były istotne dla zrozumienia podobnych przedmiotów w innych pracach Cordowero. „Pardes Rimonim” utrzymuje krótki opis kabalistycznych nauk, sformułowany w charakterze kabalistycznego creda. Za swoje główne dzieło Cordowero uznawał „Sefer or jaszar” („Proste światło”) – wielotomowy komentarz do Zoharu, któremu poświęcił wiele lat swojego życia. Cordowero dążył do wszechstronnej interpretacji podstawowych kabalistycznych tradycji, szczególnie dziedzictwa Zoharu. Cordowero nigdy nie twierdził, że jest filozofem, ale na tle luriańskiego symbolizmu i mitologicznych obrazów, uchodził za wyjątkowo zdrowo myślącego i racjonalnego kabalistycznego autora. Jego podejście było w zasadzie filozoficzne. Ale większość kabalistów widziało w nim nauczyciela wielkiej, medytacyjnej świątobliwości, a nie teoretycznej filozoficznej spekulacji. W czasie pogrzebu rabbi Cordowero, I. Luria widział słup ognia, a Josef Karo zawołał: „tu znajduje się schronienie Tory”.
Rabbi Josef Karo (1488–1575) autor „Szulhan Aruch” („Nakryty Stół”), kodeksu żydowskiego prawa. Już w młodym wieku stał się sławny jako przestrzegający postu asceta i wielki znawca galachi. Do kabały zwrócił się pod wpływem rabbi Szlomo Molha, spalonego przez kościół za herezję (Karo nawet wyrażał pragnienie aby umrzeć w taki sam sposób – jako święty męczennik (al kidusz ha-Szem)) albo pod wpływem rabbi Szlomo Alkabeca, autora mistycznego hymnu Lexa Dodi. Karo otrzymał Ruach Ha-Kodesz, stale odwiedzał go magid – anielski opiekun, który tłumaczył mu kabalistyczne nauki. Nauka, dana przez magida, została zapisana w księdze „Magid mejszarim”, gdzie zaświadczone jest, że u Karo pojawiała się sama Miszna; w wielu miejscach tej księgi mówi się: „Ja – Miszna, która przemawia przez twoje usta”. W ten sposób Ustna Tora (której Miszna – jest fundamentalną częścią) przemawiała przez niego. Kabalistyczna nauka, zawarta w „Magid mejszarim”, była bardziej zbliżona pod względem stylu do kabały Mosze Cordowero, niż do stylu Lurii. Haim Wital, główny uczeń Lurii, jednak wywyższał wielkość duszy Josefa Karo, mówiąc, że powstała ona z dusz wielkiego rabbi Jegudy bar Ila’i i ujawnia podobieństwo do dusz rabbi Szlomo Ben Adreta (Raszba), rabbi Aarona Halévy i rabbi Vidala z Tuluzy (autora „Magid Miszny”, ważnego komentarza do „Miszna Tora” Majmonida). Po śmierci dusza Karo objawiała się w snach niektórym kabalistom. 
Rabbi Haim Ben Josef Wital (1543–1620) – wyróżniający się uczeń Izaaka Lurii, jeden z najbardziej znanych przedstawicieli i komentatorów luriańskiej kabały. Sam Luria pisał niewiele, dlatego dzięki Witalowi zachowała się jego główna praca „Ec Haim”, którą Wital zapisał i pozostawił do niej uwagi cytując słowa samego Lurii. Swoją naukę Wital później zapisał w pracy „Szmona Sza’arim” („Osiem wrót”). Przedstawia w niej metody, dzięki którym wolno otworzyć wrota świata fizycznego, by wejść w światy Asia i Jecira. Metody te obejmują ihudim („łączenie się”) i modlitwy, mające odniesienie do świata Jecira i jego dziesięciu sefirot. Owe metody odnoszą się do tego, czego uczyła księga „Ejhalot” i z tych praktyk korzystali rabbi Nehunia, Akiwa, Iszmael i inni. Wital nie chciał głosić nauki Lurii. Starał się zachować jej tajemnice dla niewielkiej grupy wyświęconych uczniów.
Josef Tabul (lub Ibn Tabul, 1545–1600) wyemigrował z rodzinnej Północnej Afryki (dlatego nazywano go Josef ha-Ma’arawi) do Cfat, gdzie w 1570 r. stał się jednym z wyróżniających się uczniów Lurii, a po śmierci Lurii – głównym popularyzatorem, nie licząc Haima Witala, ucznia Lurii. W swoich dziełach komentuje wskazówki Lurii jak zbliżyć się do dusz cadyków (sprawiedliwych). Napis na grobie cadyka: kabalista powinien, „trzymając w pamięci sławne i straszne Imię (Pana), połączyć Świętego i Błogosławionego z Jego Szchiną w strachu i miłości, połączyć waw z hej za pośrednictwem jud i hej...”. Tabul daje szczegółowe wskazówki na temat tego, jak koncentrować się na literach imienia Boga (JHWH, AWAJa) i jak łączyć litery tego imienia z innym boskim imieniem, Egje oraz litery JHWH z literami Adonai. Uwaga powinna zostać skierowana na połączeniu liter, by nie wypowiadać Boskich Imion, posiadających ogromną magiczną siłę. Głównym celem staje się połączenie duszy adepta i duszy cadyka, aby złączyć się z „Boskim korzeniem, z którego i adept i cadyk pochodzą”.
Jednym z pierwszych, który ogłosił zniesienie wszystkich ograniczeń na studiowanie kabały był marokański kabalista Awraam Azulaj (1570–1643). Napisał w swojej książce „Miłosierdzie Abrahama” („Hesed Awraam”), że poczynając od 1540 roku, jest zdjęty zakaz na studiowanie kabały.
Sefardyjskie wspólnoty podarowały światu całą plejadę znakomitych kabalistów, takich jak Szalom Szawazi, Szalom Szarabi, Haim Ben Atar. Studiowanie kabały rozszerzyło się na wschodzie i w północnej Afryce. Większość marokańskich żydów studiowała posiadane w swoich domach teksty Księgi Zohar. Marokańscy muzułmanie odnosili się do kabalistów z wielkim szacunkiem. Niektórzy z nich zostali ogłoszeni marokańskimi sprawiedliwymi.
Na przestrzeni minionych wieków kabała była zajęciem niedużej grupy wybranych. Jednak bardzo ważny etap w rozwoju kabały nastąpił, kiedy w 1492 r. Żydzi zostali wypędzeni z Hiszpanii, co doprowadziło do potężnego wybuchu mesjanistycznego ruchu do odkupienia grzechów. Wskutek migracji wielu hiszpańskich kabbalistów znalazło się w mieście Cfat, w Galicji. Wkrótce Cfat stał się nowym centrum kabały i utrzymywał tę pozycję przez krótki, ale wspaniały czas XVI w. Z Cfat kabała rozeszła się po azjatyckich, afrykańskich i europejskich centrach żydowskiej diaspory. Wkrótce stała się masową nauką i przygotowała grunt dla mesjanistycznego ruchu, na czele którego stanął Szabtaj Cewi (1626–1676), a wiek później – dla wschodnio-europejskiego chasydyzmu. W ten sposób mistycyzm kabały stał się jedną z najbardziej wpływowych sił, która prowadziła naród żydowski, póki oświata i emancypacja, a potem nacjonalizm i syjonizm nie zaczęły służyć jako życiowe stymulatory.

### Kabała w Europie (do chasydyzmu)
Niemiecka szkoła Jehudy he-Chasida była zorientowana na opracowanie problemów etyki, ludzkiej doskonałości i sprawiedliwego życia. Rabbi Elazar z Wormacji (zm. 1238) pisał o tajemnicach życia, zasadach i normach chasidim (sprawiedliwych). Boga pojmowano w szkole Jegudy Chasida nie tylko jako Świętego Króla, zasiadającego w niebiosach, ale do Jego transcendencji dodano atrybut immanentności: „Bóg wszechobecny i widzi sprawiedliwych i grzesznych”. Bóg nawet bliższy względem wszechświata i człowieka, niż dusza ciału. Ta nauka o immanentności Boga najlepiej wyrażona jest w „Pieśni jedności”: „Wszystko w Tobie i Ty we wszystkim; wypełniasz wszystko; wszystko było stworzone, Ty byłeś we wszystkim; do tego, kiedy wszystko było stworzone, Ty byłeś wszystkim”. W jednej ze szkół Chasidej Aszkenaz („Sprawiedliwy z Niemiec”), istniejącej w drugiej połowie XII – początku XIII w. w Południowych Niemczech i znanej w nauce pod nazwą Koła „Specjalnego Cherubina”, połączenie słów „bara we acal” („stworzył i emanował”) otrzymuje terminologiczne umocowanie. Stworzenie Specjalnego Cherubina opisuje się jako „bara we acal”. Tak, został uczyniony ważny krok do konceptualnego połączenia żydowskiego kreacjonizmu z neoplatoniczną teorią emanacji.
Izrael Sarug (lub Saruk) wykładał swoją wersję luriańskiej kabały we Włoszech w latach 1592–1599. Wersja Saruga została wydana po raz pierwszy pod nazwą „Limmudej Acilut” w Lembergie (Lwów) w 1850 r., pod nazwiskiem Haima Witala. Paradoks polegał na tym, że kabały Saruga w sposób istotny odróżnia się od kabały Witala. Kabała Saruga dotyczy światów powyżej Adam Kadmon i ich obłoczeń (malbusz). Wital zaś uczył, że Adam Kadmon staje się najwyższym poziomem, który można pojąć. W ten sposób, jego wersja luriańskiej kabały poświęcona jest temu, co emanuje od Adama Kadmona na dół przez światy, które są poniżej niego. Wersja Saruga kabały Lurii była z domieszką spekulacyjnej kabały Cordowero. Sarug zaproponował neoplatoniczne odniesienie do kabały Lurii w swojej nauce o drzewie emanacji (ilan Acilut). Uważał, że jeżeli kabalista rozumie Acilut (emanację), to rozumie całą przyrodę. Skoro zna tajemnice realności, to może kierować przyrodą. Pytanie czy Izrael Sarug był bezpośrednim uczniem Izaaka Lurii czy nie, pozostaje otwarte. Sarug wprowadził w tajemnice luriańskiej szkoły Awraama Kogena Herrera.
Menachem Azaria de Fano (1548–1620), włoski kabalista, którego nauczycielami byli Izrael Sarug i Mordechaj Dato. Fano uważał siebie za ucznia Cordowero do momentu spotkania z Sarugiem. Podstawowe prace: „Kanfej Jona” („Skrzydła gołębia”), „Asara maamarot” („Dziesięć traktatów”), „Gilgulej neszamot” („Przeistoczenie dusz”). Jego praca „Jonat elem” o teologii i kosmologii kabały była wysoko ceniona przez Izajasza Horowica.
Już w pierwszym pokoleniu uczniów Lurii byli tacy, którzy doszli do literalnego rozumienia idei Lurii dotyczącej cimcum i dołączyli do szkoły Saruga. Odnosi się to w głównej mierze do kabalistów Wschodniej gałęzi, którzy dążyli do nadania kabale cech filozoficznych. Niektórzy europejscy kabaliści, by przyjąć luriańską naukę, kontynuowali stare tradycje, jednocześnie nie wnikając w kabałę Lurii (przykładem jest nauka o szmitot). Wielu, włączając w to Saruga i jego wyznawców, wiele więcej czasu poświęcało gematrii niż Wital i Cordowero Być może był to wpływ chrześcijańskiej kabały. Do uproszczenia kabały doszło w połowie XVII w., kiedy rozpowszechniły się luriańskie rękopisy. Wówczas szkoła Safeda spotkała się ze szkołą bardziej eklektyczną od europejskiej. Produktem takiego połączenia się stał się traktat „Emek ha-Melech” („Dolina Króla”) (1648). Ideowo ta praca była bliższa Sarugowi, niż Witalowi. Chociaż zachowuje dosłowne przedstawienie o cimcum, od którego Sarug starał się odejść. Fragmenty „Emek ha-Melech” pojawiły się w łacińskim przekładzie Knorra fon Rozenrota Kabała denudata (1684).
Awraam Koren Herrera (1570?–1635) podjął próbę filozoficzno-kabalistycznej syntezy w napisanym po kastylijsku traktacie „Puerta del cielo” („Wrota niebios”). W traktacie tym luriańska kabała jest poddawana interpretacji w terminach nieoplatonizmu (Prokl), scholastyki i hermetyzmu. Rezultatem była logiczna i harmonijna kabalistyczna spekulacja, połączona w całość metodologią nieoplatonizmu i scholastyki. Praca ta swą logiką i argumentacją wywarła duży wpływ na Spinozę.
Mosze Chaim Luzzatto (1707–1747), znany pod imieniem Ramhal, włożył znaczny wkład w usystematyzowanie kabały. Znane są jego trzy dzieła: Derech Gaszem („Droga Stwórcy”), Mesilat Jeszarim („Droga sprawiedliwych”) i Kalach Pitchej Hochma („138 Wrót Mądrości”). Ramhal był prześladowany przez przeciwników rozpowszechniania kabały. Po śmierci stał się jednym z wielkich kabalistów i klasyków żydowskiej myśli.

### Kabała w Europie (Ruch Chasydzki)
Rozpowszechnienie kabały w europejskich wspólnotach wiąże się z ruchem chasydzkim. Chasydyzm, został założony przez Israela Baal Szem Towa. Stawiał jako główny cel duchowe motywy miłości do bliźniego, radość i miłosierdzie. Pragnącym studiować kabałę otworzył jej podstawy. Baal Szem Tow, o którego sile duchowej i cudach napisano setki opowiadań, zostawił po siebie licznych naśladowców, jak Nachman z Bracławia, Dow Ber z Międzyrzecza, Rabbi Menachem z Czarnobyla, Elimelech z Leżajska i wielu innych.
Zgodnie z chasydzką nauką, Bóg przebywa wszędzie. Każde zjawisko i wydarzenie stają się bezpośrednim przejawem Jego istoty. Zadaniem człowieka jest przezwyciężenie ograniczeń własnego bytu i zespolenie się z Boskim światłem. Chasydzi uważają radość za największą cnotę, traktują śpiew i tańce, jako drogę służenia Najwyższemu. W chasydyzmie istnieją różne szkoły, na czele których stoją cadykowie – admory.
Chasydyzm, w całości przyjął kabalistyczny obraz świata i w pewnym sensie wywrócił go na lewą stronę: istnieje podanie o tym, jak ktoś spytał Wielkiego Magida: „W czym główne odkrycie waszego nauczyciela Baal Szem Towa?” Ten odpowiedział: „W tym, że sefirot zamknięte w człowieku”. W chasydzkiej percepcji świata ciągłe następowanie aktów stworzenia rozwija się z góry do dołu; podstawowe wydarzenia dramatu kosmicznego rozwijają się na przestrzeni żydowskiej historii i w życiu każdego człowieka. Żaden z najwyższych duchowych światów nie jest w stanie, w całej pełni odbić tego, co odbywa się w zmysłowym „świecie działania” (Asia), gdzie pomieszały się dobro i zło, prawda i kłamstwo. Tylko w tym świecie osiągalne jest Zbawienie, obejmujące cały wszechświat. Ale Zbawienie nieodłącznie od Naprawienia (tikun), rodzi się z dialogu stworzenia i Stwórcy i wynosi znikomą materię do poziomu ducha, osiąga kulminację w zjednoczeniu Przenajświętszego Błogosławionego i Jego Szhiny.
Za założyciela chasydyzmu uważa się Izraela Ben Elezera (1698–1760), znanego także jako Baal Szem Tow (co oznacza „pan Błogiego Imienia”), w skrócie Beszt. Zanim zaczął nauczać, Israel był znany jak uzdrowiciel i wytwórca amuletów – Baal Szem. Kiedy ludzie dowiedzieli się o skuteczności jego amuletów i o wyrastających ponad przeciętność zdolnościach Israela, zaczęli go nazywać Baal Szem Tow lub Beszt. W młodości prowadził ascetyczny tryb życia, długo modlił się w Karpatach. Stopniowo wokół Beszta zaczęli zbierać się uczniowie. Opracował w ramach judaizmu udoskonalony mistyczny system, oparty nie na intelektualnym zrozumieniu Boga (jak to robili naukowcy kabaliści), a na gorącej religijnej gorliwości, dostępnej prostym wiernym. Celem był dwekut – połączenie z Bogiem. Idea dwekut („przyleganie”) jest zaczerpnięta z samej Tory: „żeby kochać Boga, twojego Boga, żeby słuchać Jego słowa, przylgnąć z bojaźnią i miłością do Niego. Bo On jest twoim trwaniem i długim życiem, gdy bedziesz mieszkał w ziemi, którą Bóg przysiągł dać twoim praojcom, Awrahamowi, Jicchakowi i Jaakowowi.”. (Dwarim 30:20, Tora Pardes Lauder) Osiągnąć dwekut – to znaczy zrozumieć Obecność Boga w swoim życiu. Później chasydzcy nauczyciele twierdzili, że dwekut – to taki związek z Bogiem, który wymaga całkowitego zespolenia z nim własnego „ja”. Beszt, sądził, że dwekut – najwyższy cel życia religijnego – nie staje się prerogatywą wybranych mistyków, obeznanych z ezoterycznymi i kabalistycznymi komentarzami Tory, a stanowi stan świadomości, dostępny nawet dla człowieka całkowicie niepiśmiennego. Wystarczy poddać się radości służenia Bogu przez micwot (przykazania). „Boska Obecność nie schodzi na tego, kto smuci się w przykazaniach; ona schodzi na tego, kto w przykazaniach cieszy się” (Beszt). Baal Szem Tow nie proponował swoim uczniom żadnego systemu filozoficznego. Uczył ich przy pomocy właściwych aforyzmów i przypowieści. Uczniowie spisywali jego sentencje, interpretowali je i w końcu opracowali całkowicie oryginalny system myślenia i działania, który otrzymał nazwę chasydyzm, – od słowa chesed, to jest „miłosierdzie”. Chasyd – pokochać Boga i sprawiedliwe życie. Społeczności chasydów skupiała się wokół charyzmatycznych mistyków, nazywanych rebech, co znaczy nauczyciel, mistrz albo cadyków – sprawiedliwych ludzi, świętych. Rebowie stanowili wzór współczującej Bożej miłości i nauczali chasydów, jak osiągnąć stan dwekut. Z czasem rola rebego zmieniła się z mentora na pośrednika. Jeżeli Baal Szem Tow uczył, że stan dwekut dostępny dla każdego człowieka, to jego wyznawcy mówili, że dla połączenia się z Bogiem niezbędny jest wystarczający poziom świętości, który zdolni uzyskać tylko cadykowie. Uczniowie mogą zbliżyć się do tego stanu naśladowaniem nauczyciela. W ten sposób uwaga przesunęła się z Boga na rebego. Główną ideą i praktyką wczesnego chasydyzmu – była skrajnie prosta idea: „Melo kol ha-arec, kewodo” – „cała ziemia pełna sławy Jego” (Is. 6:3). Co do praktyki,  jest ona opisywana w następujący sposób: „Sziwiti Adonai le-negdi tamud” – „Widzę Pana przed sobą zawsze” (PS. 16:8). W tych słowach jest zawarta istota chasydyzmu. Chasydzi uważają, że cały świat jest pełen Boga.
Wydawałoby się, że można stwierdzić, że chasydyzm – to swego rodzaju żydowski panteizm, stwierdzający, że „wszystko jest Bogiem”. Jednak to nie tak. W panteizmie stworzenie utożsamia się ze Stwórcą. Panteizm stwierdza, że Bóg i przyroda – to jedno. Filozofię chasydyzmu można by nazwać panteizmem: wszystko w Bogu. Jednak te pojęcia w istotny sposób różnią się. Jeżeli w panteizmie świat i Bóg są identyczne, to jednocześnie Bóg nie sprowadza się do świata. Bóg włącza w siebie świat, ale przewyższa go. Najważniejszą zasadą nauki chasydów jest nierozerwalność związku między Bogiem, a stworzeniem. Beszt mówił: „Czynny twórczy początek zawsze ukryty w czynie, w stworzeniu. Świat w całej swojej różnorodności stworzony jak by z samego Boga i razem z tym nieodłączny od Niego, podobnie jak zakładka w ubraniu zrobiona z samego ubrania i w nim zostaje. Świat – z Boga i w Bogu”.
Dow Ber z Międzyrzecza zwany Wielkim Maggidem (ur. 1704 na Wołyniu, zm. 15 grudnia 1772 w Międzyrzecu Koreckim), rabin, jeden z najwybitniejszych przedstawicieli chasydyzmu, mistrz Elimelecha z Leżajska oraz Samuela Szmelke Horowica z Sieniawy. Studiowaniu literatury kabalistycznej poświęcił całe życie. Został uczniem Izraela Baal-Szem Towa, a po jego śmierci został jego następcą. Liczni uczniowie Dow-Bera przenosili jego nauki do wszystkich zakątków Rzeczypospolitej. Spotkało się to z ostrym sprzeciwem ortodoksyjnych rabinów, którzy w chasydyzmie widzieli osłabienie i zagrożenie judaizmu. 11 kwietnia 1771 przywódca wileńskich Żydów Eliasz ben Salomon Zalman ekskomunikował gminę chasydów w tym mieście.
Pinchas z Korca (1726–1791) – uczeń Baal Szew Towa. Potępiał ezoteryczne podejście Dow Bera do chasydyzmu, ponieważ w większości przypadków jest ono niedostępne prostym Żydom. Uważał, że przede wszystkim należy polegać na sile gorącej modlitwy i szczerego dążenia do Boga.
Rabbi Menachem Haum z Czarnobyla (1730–1797), uczeń Baal Szew Towa. Będąc znawcą Talmudu i galachi, pokazał swoją skłonność do nistar, ezoterycznej kabały, zagłębiając się w skryte i mistyczne znaczenie Pism. Jego księga „Me’or ejnaim” („Święte oko”), komentująca cotygodniowe części Tory, wyraża jego zamiłowanie do kabały. Główne znaczenie micwot polega na tym, że dał je sam Bóg. Dlatego one – jedyne środki, poprzez które możemy zbliżyć się do Stwórcy; i według tego otrzymujemy strawę duchową, wypełniając je. Jeżeli przestrzegamy micwot z zamiarem osiągnięcia bliskości do Boga, nasze micwot mają życie i duszę. Inaczej, one – puste ciała rytuałów, pozbawione ducha („Me’or ejnaim”). Rabbi Naum mówi o łączeniu się duszy z jej początkiem: „Ona dochodzi do boskiej jedności jak część przyłącza się do całości, którym jest Ejn sof. I zaraz potem światło świętości Ejn sof jaśnieje w człowieku kiedy część zlewa się ze swoim początkiem”. Książka „Me’or ejnaim” została szeroko rozpowszechniona jako jedna z głównych prac chasydzkiej ideologii.
Izrael z Kozienic (1733–1814) zyskał rozgłos dzięki kazaniom, ujmując łagodnością. Uczył, że zadanie każdego rebego jest znajdować dobro nawet w ostatnim łajdaku. Może to pomóc człowiekowi wrócić na drogę moralnego i duchowego samodoskonalenia się.
Rabbi Mojżesz Chaim Efraim z Sudyłkowa (1740–1800?) był wnukiem Izraela Beszta. Jego książka „Degel Mahane Efraim” („Znamię stanu Efraima”) staje się klasyką chasydzkiej literatury.
Rabbi Elimelech z Leżajska (1717–1787), ojciec chasydyzmu w Polsce i Galicji. W swoim traktacie „No’am Elimeleh” („Słodycz Elimeleha”) tłumaczy, że mówić ihudim staje się świętym obowiązkiem: „jeżeli człowiek ma zamiar dokonania micwy, on powinien powiedzieć na głos, że chce dokonać micwy i jeszcze powiedzieć: „w Imię połączenia Świętego i Błogosławionego z ego Szhiną...”. Święte Łączenie się („ihud”) – to magiczno-teurgiczny akt, którego istotą jest przywrócenie naruszonej jedności wszechświata w konkretnym punkcie lub czasie. Zgodnie z chasydzkim punktem widzenia, każde, nawet najzwyklejsze, działanie cadyka może przywrócić jedność. Traktat „No’am Elimeleh” odegrał ogromną rolę w kształtowaniu się chasydyzmu i stał się „świętą książką”, którą chasydzi do dzisiaj kładą pod poduszki chorych i rodzących.
Rabbi Jakub Ichak z Lublina (Widzący) był uczniem Międzyrzeckiego Maggida i Elimeleha z Leżajska, a także nauczycielem „Zwyczajnego Żyda”. Nazywany Prorokiem za swoją zdolność czytania ludzi „jak otwarte książki”, rebe Ichak uzdrawiał ludzkie dusze, dając pomoc duchową i materialną. W odróżnieniu od większości rebech, którzy uznawali, że ich praca dotyczy jedynie duchowych spraw, uważał, że jest zobowiązany do pomagania ludziom we wszystkich sytuacjach. Chociaż Jakow Icchak nie założył własnej chasydzkiej dynastii, był nauczycielem większości rebech nadchodzącego pokolenia. Napisał zbiór nowel do Tory o kabalistycznej treści. W końcu książki umieszczone nowele do traktatów Talmudu. Rabbi Jakow Ichak zmarł w wyniku defenestracji:  w czasie święta wypadł z okna drugiego piętra.
Rabbi Jaakow Ichak z Przysuchy znany też jako Jaguda Kadosz (Święty Żyd) (1766–1813) – starszy uczeń Jaakowa Ichaka z Lublina. Był gorącym zwolennikiem idei moralnego doskonalenia. Z powodu ostrych rozbieżności z nauczycielem na krótko przed śmiercią założył własną chasydzką dynastię.
Rabbi Lewi Ichak z Berdyczowa (1739–1809) po naukach u rabbi Dow Bera stał się gorliwym wyznawcą chasydyzmu. Lewi Ichak lubił powtarzać sentencje Beszta, że można służyć Bogu nie tylko modlitwą, ale także zwyczajną rozmową. Stał się słynny dzięki swojej umiejętności widzenia w ludziach dobra i bliskości do Boga, którego widział we wszystkim. Zachowało się wiele podań o jego płomiennych modlitwach, serdecznej prostocie w kontaktach i miłości do skrzywdzonych. Jego książka „Świętość Lewi” (1798) zawiera nauki rabbi Dow Bera z Międzyrzecza. Podobnie jak Ber, sądził, że kontakty z Bogiem osiągalne są poprzez modlitewną ekstazę. Podobnie jak Ber, Lewi Ichak oddaje centralne miejsce cadykowi, który osiągnął najwyższy stopień kontaktów z Bogiem i „w myśli znika w Nim”. Cadyk może znieść wyrok Boga; cadyk nie ma władzy tylko nad Pańskimi zrządzeniami losu, które są skierowane do dobra ludzi. Cadyk nie powinien być dumny ze swojej potęgi, gdyż staje się tylko kanałem, po drugiej stronie którego znajduje ujście błogosławieństwa Bożego. „Stwórca uczynił wszystko i On – wszystko!... każdą chwilę Bóg tworzy. On ciągle odnawia przyrodę i każdej chwili On wlewa siły w swoje stworzenia, we wszystkie światy – On – Nieskończony. On – początek wszelkiego stworzenia, i ani jedna myśl nie może Go pojąć – On napełnia wszystkie światy i obejmuje wszystkie światy, nie ma miejsca wolnego od Niego, gdyż pełen świat sławy Jego”.
Rabbi Szneur Zalman z Ladów (1745–1812), uczeń Dow Bera. Założył kierunek HaBa’D (HaBa’D – akronim słów Hochma – mądrość, Bina – zrozumienie i Daat – wiedza). Podkreślał decydujące znaczenie intelektualnego poszukiwania razem z ekstatyczną modlitwą i praktykami. Autor książki „Likutej amarim” („Tania”), fundamentalnego traktatu filozofii chasydów.
Rabbi Nachman z Bracławia (1770–1811) – jedna z najciekawszych postaci chasydzkiego ruchu. Rabbi Nachman, prawnuk Beszta według linii żeńskiej, urodził się w Międzyborze w 1772 roku. Od młodych lat był znany ze swojej niezwykłej religijnej gorliwości, ascetyzmu i ekstatycznych modlitw. Gorliwie studiował talmudyczną i kabalistyczną literaturę. Pod wpływem nauki luriańskiej często i długo pościł. W centrum nauki rabbi Nachmana kluczową rolę odgrywał stosunek cadyka do swoich podopiecznych. Cadyk – to dusza, a chasyd – ciało. Wzajemnie się uzupełniają. Chasyd „powinien przylgnąć do cadyka”, chciwie przysłuchiwać się wszystkim jego słowom, odrzucić mędrkowanie i myśleć tylko umysłem cadyka. „To podstawa świętości”. Jednak chasyd powinien jednocześnie pozostawać wolnym. W samym cadyku, jak w Torze i kabale, istnieją dwie siły – śmiercionośna i życiodajna. Od wolnego wyboru chasyda zależy, jakiej sile podporządkowuje się. Cadyk także potrzebuje chasydów, gdyż olśnienie cadyka to znaczy jego zrozumienie Boga, dokonuje się tylko przez naród. Rabbi nalegał na potrzebę nieustannego moralnego oczyszczania i twierdził, że przygnębienie to wróg wiary. Wprowadził do chasydyzmu nowy element: ludowe bajki. Przed rebe Nachmanem chasydzi opowiadali sobie nawzajem tylko historie o rozsławionych cadykach. Bajki i przypowieści Nachmana to alegoryczne opowieści. Rabbi Nachman nie wyznaczył sobie następcy.
Rabbi Izrael z Rużyna (1797/8–1850) był jednym z najbardziej wpływowych cadyków Wołynia i Ukrainy. Uważał, że służenie Bogu dochodzi na drodze duchowej radości, a nie drogą ascezy. Kult cadyka, teoretycznie opracowany już w dziełach rabbi Elimeleha Leżajskiego, osiąga w sentencjach rabbi Izraela pełnię swojego rozwoju: „Cadyk świętość świata; poprzez niego przepływają z góry wszystkie błago świata... on powinien być otoczony dostatkiem, gdyż jeżeli sam cadyk ograniczony w korzystaniu z ziemskich dóbr, to i wpływy jego ograniczone”. W Rużynie (Kijowskiej guberni) rabbi Israel otoczył się nadzwyczajnym przepychem. Zbudował ogromny pałac, miał służących, śpiewaków i muzyków. Rabbi Israel uczył o tym, że „ciało cadyka związane z jego duszą, a poprzez nią – z duszą wszystkich światów, z absolutną istotą. Prawdziwy cadyk służy Bogu nie tylko drogą modlitwy, lecz także wśród zadowoleń ziemskich. Tylko taki cadyk może kierować swoimi chasydami i służyć Bogu”. rabbi Israelaie zachowały się żadne dzieła rabbi Israela, jedynie zbiory sentencji i pouczeń wydane w 1850 r. i w 1906 r.
Menachem Mendl z Warki (1819–1868) wykorzystywał jako środek dydaktyczny milczenie, za co otrzymał przezwisko Milczący Cadyk. Szczególne znaczenie nadał prostemu ukłonowi, milczącemu krzykowi i niewidzialnemu tańcowi.
Rabbi Menachem Mendel z Kocka (1788–1859) – cadyk i talmudysta, uczeń rabbi Bunima z Przysuchy i Jakowa Isaaka Lubelskiego. Rabbi Mendel mieszkał w Tomaszowie i potem w Kocku. Jego nauczanie, nazywane „przysuchskim systemem”, zmodyfikowane przez rabbi Mendla, stało się panującym prądem wśród chasydów warszawskiej i okolicznych guberni. Dewizą kockich chasydów stała się radość życia. Ostro krytykował panujące w społeczeństwie zasady, stawiając wysokie wymagania sobie i otoczeniu. Uważał egoizm za głównego wroga duchowości. W końcu lat 30. XIX w. rabbi Mendel przestał przyjmować chasydów i żył samotne. Ostatnich dwadzieścia lat życia spędził w pełnej samotności szukając prawdy absolutnej. Zmarł w 1859 roku w Kocku.

### Nauka Jehudy Aszlaga – Baal Sulama
Ogromny wpływ na rozwój kabały w XX i XXI wieku wywarł kabalista Jehuda Aszlag nazywany też Baal ha Sulam (Baal ha Sulam – Pan Drabiny (heb.)). Jeguda Aszlag napisał wiele kabalistycznych książek. Był zwolennikiem masowego rozpowszechniania kabały i założycielem nowego kabalistycznego kierunku. Stworzył podstawowy, współczesny podręcznik kabały „Talmud dziesięciu sefirot” oraz komentarz do Księgi „Ec Haim”, która komentuje Zohar.

### Nauka Rawa Awraama – Icchaka Kuka
Kabała staje się fundamentem nauki Rawa A.I. Kuka (1865–1935). Główny rabin Izraela w latach 1921–1935, który zestawia podstawę religijnego syjonizmu. Kabała Rawy Kuka – to kabała dialogu Boga z narodem Izraela. To nowy etap rozwoju kabały. Raw Kuk traktuje naród Izraela jako jednolity organizm. Stosuje pojęciowy mechanizm kabały dla rozumienia dynamiki społecznych procesów wewnątrz narodu, daje „socjologiczną projekcję kabały. Rozpatruje go nie jak „początkowo puste naczynia”, „napełnione tylko tym światłem, które przyjęte z góry”,ale podkreśla osobowościowy charakter każdego podmiotu, jego niepowtarzalne „ja”. „Ja” indywiduum i „ja” narodu. Realizując twórczy potencjał tego swojego „ja”, człowiek i naród odzyskują sens swojego życia.

## Opinie na temat związku kabały z judaizmem, innymi religiami i kulturą
Ukształtowały się różne opinie o związku między, kabałą a judaizmem oraz innymi religiami i nauką:
- Według Filipa Berga – kabała jest to duchowa nauka, której idee poprzedzały judaizm i inne religie.
- Według Michaela Laitmana – kabała to nauka o istniejącej rzeczywistości i metodzie jej właściwego postrzegania przez człowieka.
- Według rabinów – kabała jest to część składowa judaizmu, a księgi kabały to część tradycji żydowskiej.
- Według najważniejszych prawosławnych duchownych i publicystów – kabała jest to obca i wroga chrześcijaństwu okultystyczna nauka.

## Wpływ kabały na słynnych filozofów i naukowców
Kabały wywarła znaczący wpływ na filozofów, między innymi na F. Schellinga, F. Baadera, W.S. Sołowiewa, N.A. Berdajewa, psychologa K. G. Junga, jak również Isaaca Newtona.

### Spinoza i kabała
Salomon Majmon, w młodości studiujący kabałę, zwrócił uwagę na jej bliskość z programem filozoficznym Barucha Spinozy: „kabała – to tylko poszerzony spinozizm” („erweiterter Spinozismus”). Później K. Zigwart, A. Krochmal, J.A. Frojdental, R. Wolfson, S. Dunin-Borkowski, I. Sonn, podobnie jak G. Szolem, zwracali uwagę na kabalistyczne ślady w filozofii Spinozy. Jak pisał żydowski badacz Izajasz Sonn, w XVII w. przeciwnicy Spinozy twierdzili, że filozoficzna treść jego „heretyckiej” filozofii była zaczerpnięta z kabały, a jej matematyczna forma była odziedziczona po filozofii Kartezjusza. Ujmując to w ten sposób, filozofia Spinozy to „kabała w geometrycznym ubraniu”. W tamtych czasach związek filozofii Spinozy z kabałą był wykorzystywany jako uzasadnienie dla jego surowej krytyki. Uważano, że Spinoza zniekształcił filozofię Kartezjusza z powodu swojej zależności od kabalistycznych idei. Nawet tak wybitny myśliciel jak N. Malbransz zgodził się z tym oskarżeniem. Jedna z pierwszych i najbardziej znanych prób opisu związku filozofii Spinozy z kabałą została ogłoszona w wydanych na początku XVIII wieku, dwóch książkach I. G. Baxtera. Pierwsza – „Der Spinozismus im Judenthums, oder, die von dem heutigen Judenthumb und dessen Geheimen Kabbala, vergoetterte Welt, an Mose Germano sonsten Johann Peter Spaeth von Augsburg geburtig befunden under widerleget” – pojawiła się w Amsterdamie w 1699 roku. Baxter zamieścił w niej negatywną opinię o kabale, także zganił heretyka Spinozę i jego ateistyczną filozofię, według jego sugestii wynikającą z kabały. W drugiej książce – „Elucidarius Cabalisticus sive reconditae Hebraeorum philosophiae recensio” (Rzym, 1706) Baxter podaje krótki opis żydowskiej, okultystycznej filozofii i jej związki ze Spinozą. W książce tej stwierdza, że kabała to „spinozizm do Spinozy” („Spinozismo ante Spinozam”) i tym samym uwalnia Spinozę od swoich dawnych oskarżeń. Problem ten także zainteresował Leibnitza. W „Teodice” pisze on: „jeden Niemiec, kilka lat temu został izraelitą i rozpowszechniając swoją dogmatyczną naukę pod imieniem Mosiej Germanus, mieszając tę naukę z poglądami Spinozy myślał, że Spinoza odrodził starą kabałę Żydów; wydaje się także, że jeden naukowiec [Baxter], przeczący temu żydowskiemu entuzjaście, podzielał taką opinię o Spinozie”. Sam Spinoza przyznawał, że studiował kabalistyczne książki, ale miał nadzwyczaj negatywny stosunek do nich: „Czytałem i znałem pewnych kabalistów, obłędowi których nigdy nie mogłem się nadziwić”. Jednak Dunin-Borkowski skomentował to: „Kontrasty czasem bywają źródłem ekscytacji i podniecenia”. Uwaga Spinozy w „Bogosławsko-politycznym traktacie” była adresowana do kabalistycznej egzegezy Biblii, co nie ma żadnego odniesienia do zagadnienia wpływu kabały na jego filozofię.

### Isaac Newton i kabała
W książce „Religia Isaaca Newtona” Frank Manuel pisał: „Newton był pewien, że Mosiejowi były znane wszystkie naukowe tajemnice”. Dr Set Pankost pisał: „Newton był wiedziony do odkrycia praw fizycznych (sił przyciągania i odpychania) studiowaniem kabały”. W bibliotece Newtona znaleziono łaciński przekład księgi Zohar „Kabała Denudata”, znajdujący się obecnie w „Trinity College” w Cambridge. Isaac Newton wysnuł swoje naukowe badania na filozoficznych postulatach. Szczegółowo pisał: „W poprzednich książkach wyłożyłem podstawy filozofii, nie tyle czysto filozoficzne, a matematyczne, jednak takie, że na ich podstawie mogą zostać uzasadnione rozważania nad pytaniami fizycznymi. Takie prawa sił, mające proste odniesienie do fizyki, żeby nie wydały się bezwartościowe, wyjaśniłem je pewnymi fizycznymi prawami”.

## Chrześcijaństwo i kabała
W XV w. w Europie pojawił się ruch mówiący, że prawdziwym, ukrytym sensem kabały jest chrześcijaństwo. Twórcą chrześcijańskiej kabały został jeden z najciekawszych przedstawicieli epoki Odrodzenia – Pico della Mirandola. Chrześcijańscy kabaliści widzieli w kabale objawienie, z pomocą którego można pojąć tajemnice Pitagorasa i Platona. Z tą kabałą, która przetrwała do XVIII w., związane jest także imię chrześcijańskiego mistyka Jakuba Böhmego (koniec XVI w. – początek XVII w.).
Rzymscy Papieże epoki XVI w. nie upatrywali sprzeczności między kabałą, a chrześcijaństwem. Na przykład, pierwsze wydanie księgi Zohar zostało wydrukowane przez chrześcijan według wskazówek papieża Piusa IV w 1559 roku. Chrześcijanie, popierając rozpowszechnianie kabalistycznej literatury, chcieli przyciągnąć Żydów do chrztu.
Studiowanie kabały stawało się jedną z tajemnic symbolicznej masonerii, członkami której byli przedstawiciele arystokracji, szlachty i duchowieństwa.

## Krytyka kabały
Na początku XX wieku jeden z rabinów Iche Kapach wystąpił przeciwko Kabale, dążąc do uznania Zohar i pism Ari za fałszywe nauki. Napisał książkę „Wojny Najwyższego” (Milhamot ha-Szem).  W odpowiedzi wielu rabinów nałożyło na niego anatemę. Główny rabin Izraela Abraham Kook skrytykował Kapacha, ale nie nałożył na niego anatemy. Niewielka grupa jego wyznawców istnieje w Izraelu do dzisiaj. Jeszajahu Lejbowic, izraelski religijny filozof o skrajnie lewicowych poglądach, poparł Kapacha.
Rada ortodoksyjnych duchownych i publicystów wypowiedziała się krytyczne na temat kabały. Uważają oni, że kabała jest ezoteryczną nauką wykorzystującą astrologię i magię. Zaprzecza tym samym Jedynemu Stwórcy. Diakon Andrej Kurajew, były sekretarz prasowy Patriarchy Moskiewskiego i Wszechrusi Aleksieja II, wiąże pojawienie się kabały z odmową przyjęcia chrześcijaństwa przez Żydów. Najtwardszą ocenę kabały dał Michaił Worobiow, proboszcz świątyni na cześć Podwyższenia Prawdziwego Drzewa Życia Krzyża Pańskiego k. Wolska, nazwał ją obcą i wrogą chrześcijaństwu okultystyczną nauką.
Z punktu widzenia zwolenników kabały poglądy wypowiadane przez chrześcijańskich krytyków (nieobecność jednolitego Stwórcy, porównanie kabały z magią, nadanie kabale wybitnie ezoterycznego charakteru...), ujawniają ich niekompetencje. „Nauka kabały ukrywa się przed głupcami”, by nie było błędnych interpretacji („Jak jest obowiązkiem otwieranie tego, co zostanie poprawnie zrozumiane, tak staje się naszym obowiązkiem nie otwierania tego, co nie zostanie poprawnie zrozumiane”). Zdaniem kabalistów, krytyka wynika z powierzchownego zrozumieniu kabały. Krytyka kabały, a tym bardziej zrozumienie sedna i sensu tej nauki, możliwe jest tylko po jej przestudiowaniu i poznaniu. Dodatkowo zwolennicy kabały twierdzą, że krytyka wynika z obaw przed rosnącym zainteresowaniem nią w świeckim społeczeństwie.

## Kabalistyczna koncepcja konwersji na judaizm
Skoro judaizm dopuszcza reinkarnację, niektórzy rabini uważają, że osoby nie mające pewności co do posiadania żydowskich korzeni, a odczuwające więź z judaizmem, mogą mieć żydowską duszę. Zatem mogły być w poprzednich wcieleniach Żydami. Stąd u nich chęć konwersji na judaizm. Takie dusze mogłyby się reinkarnować u dalekich potomków osób, które porzuciły judaizm lub u sąsiadów rodzin żydowskich. Według kabalistów osoby te nie stają się Żydami, lecz powracają do narodu żydowskiego.

## Kabała w literaturze
Wątki kabalistyczne wykorzystywane są często przez pisarzy. Holenderski pisarz Harry Mulisch przywołuje legendę o praskim golemie w powieści Procedura. Tę samą legendę wykorzystał Gustav Meyrink w powieści Golem. Dużą część swojej twórczości kabale poświęcił Isaac Bashevis Singer. W Polsce kilka swoich esejów kabale poświęcił Robert Stiller. Kabałą interesował się także Aleister Crowley.
Wątki kabalistyczne pojawiają się w Księgach Jakubowych Olgi Tokarczuk . Książka opisuje losy sekty frankistów w XVIII-wiecznej Polsce.